# ألبرتو بايزا
ألبرتو بايزا (بالإسبانية: Alberto Baeza)‏ هو لاعب كرة قدم مكسيكي، ولد في 6 ديسمبر 1938 في مدينة مكسيكو في المكسيك. شارك مع منتخب المكسيك لكرة القدم. أما مع النوادي، فقد لعب مع نادي نيكاكسا.

## وصلات خارجية
- ألبرتو بايزا على موقع الاتحاد الدولي (مؤرشف)  (الإنجليزية)
- ألبرتو بايزا على موقع Soccerway.com (الإنجليزية)